# Eckard Winderl
Eckard Winderl (* 1943) ist ein deutscher Psychologe, Psychotherapeut, Coach, Ausbilder und Autor. Winderl wurde vor allem als Mentaltrainer von Spitzensportlern bekannt, darunter Dariusz Michalczewski, Markus Beyer und Oktay Urkal und als psychologischer Experte im Fernsehen sowie durch seine wissenschaftliche Arbeit.

## Werdegang
Winderl studierte von 1964 bis 1969 Indologie und Tibetologie an den Universitäten Hamburg, München und Wien. Von 1970 bis 1975 studierte er Philosophie, Soziologie, Pädagogik und Psychologie an der Universität von Hamburg. Von 1975 bis 1978 war Winderl als Psychotherapeut in der verhaltenstherapeutischen Abteilung der Klinik Häcklingen in Lüneburg / Niedersachsen tätig.
Es folgten seit 1980 Seminare in Hypnotherapie nach Milton Erickson bei Paul Carter, Ernest Rossi, Jeffrey Zeig und Steve Gilligan, in systemischer Therapie bei Steve de Shazer sowie NLP bei Richard Bandler, Robert Dilts, John Grinder. Seit 1988 ist Winderl NLP-Trainer.
Von 1982 bis 1985 schrieb er wissenschaftliche Arbeiten u. a. zum Thema „Die hypnotische Therapie chronischer Schmerzen“. In dieser wissenschaftlichen Arbeit wurden erstmals im europäischen Forschungsraum gedächtnispsychologische Aspekte in diesen Forschungsbereich eingebracht. Von 1994 bis 1998 folgte die Ausbildung in tiefenpsychologisch fundierter Psychotherapie, von 1999 bis 2018 Zulassung bei der Kassenärztlichen Vereinigung für tiefenpsychologisch fundierte Psychotherapie und Hypnose. Seit 2018 hat Winderl eine Privatpraxis in Hamburg.
1996 wurde nach weiterer mehrjähriger wissenschaftlicher Arbeit „Hinter die Erinnerung schauen“ veröffentlicht. Damit leistete erstmals ein deutschsprachiger Autor einen wesentlichen Beitrag zur Weiterentwicklung der kognitiven Psychotherapie. Hierzu: Robert Dilts im Vorwort: „Ich persönlich finde Eckards Arbeit faszinierend und bin der Überzeugung, daß sie etwas ganz Neues zum NLP beisteuert. Sie hilft auch wertvolle Verbindungen zwischen dem NLP und anderen kognitiven Therapien herzustellen.“
Von 1998 bis 2005 war er in Hamburg als psychologischer Experte und Interviewpartner in der NDR-Fernsehsendung „DAS! am Nachmittag“ zu sehen. Am 18. Oktober 2019 wurde er in NDR Kultur als Experte zum Imposter-Phänomen befragt.

## Arbeitsschwerpunkte

### Forschung
Die wissenschaftlich begründete Entwicklung von kognitiven Veränderungstechniken, die sowohl im psychotherapeutischen Setting als auch im Coaching und Mentalen Training verwendet werden.

### Zusammenarbeit mit Spitzensportlern
Winderl ist für Spitzensportler tätig. Öffentlich wurde seine Zusammenarbeit dabei mit den Boxern Dariusz Michalczewski, Oktay Urkal und Markus Beyer.
Auf Grund der von ihm neu entwickelten Verfahren half Winderl dabei Dariusz Michalczewski den Weltmeisterschaftskampf gegen Virgil Hill zu gewinnen, der damit als erster deutscher Box-Champion Weltmeister in drei Weltverbänden IBF, WBA und WBO wurde.
Er hat auch Oktay Urkal auf seinen Weltmeisterschaftskampf gegen Kostya Tszyu mental vorbereitet. Oktay Urkal zeigte sich im Kampf als exzellenter Boxer und war trotz eines erlittenen Kiefernbruchs psychisch äußerst stabil. Dieser spektakuläre Kampf ging nach Punkten knapp an Kostya Tszyu.
Winderl hat auch Markus Beyer für seinen Weltmeisterschaftskampf gegen Cristian Sanavia mental erfolgreich trainiert. Mit dem Sieg in diesem Weltmeisterschaftskampf gelang es erstmals einem deutschen Boxer in seiner Gewichtsklasse zum dritten Mal Weltmeister zu werden. In den nachfolgenden Kämpfen konnte sich Markus Beyer mit Winderls Unterstützung weiterhin als Weltmeister behaupten.
Besonders an dieser Zusammenarbeit war, dass Welt- und Europameister nun auch öffentlich bekundeten, dass sie sich die Unterstützung von einem Mentaltrainer geholt hatten. In vielen anderen Sportarten ist es nach wie vor nicht üblich dies öffentlich zu machen, um einen Leistungsvorsprung geheim halten zu können.

## Veröffentlichungen
- Eckard Winderl: Die hypnotische Therapie chronischer Schmerzen. Peter Lang, Frankfurt am Main, Bern, New York 1986, ISBN 3-8204-8543-0 (= Europäische Hochschulschriften Reihe 6, Psychologie; Band 177)
- F. Hoppe, E. Winderl: Hypnotische Schmerzlinderung: Erklärungsansätze, Vorgehensweisen und Befunde. In: Hypnose und Kognition. Band 3, 1986, S. 9–26
- Eckard Winderl: Hinter die Erinnerung schauen, Neue Grundzüge und Techniken des NLP. Junfermann Verlag, Paderborn 1996, ISBN 3-87387-315-X (= Reihe Pragmatismus und Tradition, Band 50)